# (Everything I Do) I Do It for You
"(Everything I Do) I Do It for You" là một bài hát của nghệ sĩ thu âm người Canada Bryan Adams nằm trong album nhạc phim Robin Hood: Prince of Thieves và album phòng thu thứ sáu của Adams, Waking Up the Neighbours (1991). Nó được phát hành làm đĩa đơn vào ngày 18 tháng 6 năm 1991 bởi A&M Records, và là đĩa đơn đầu tiên trích từ Waking Up the Neighbours. Bài hát được viết lời bởi Adams, Michael Kamen và Robert "Mutt" Lange, và được sản xuất bởi Lange. Ban đầu, Kamen - nhà soạn nhạc của phim - mong muốn rằng nó sẽ được trình bày bởi một nghệ sĩ nữ, nhưng một vài nghệ sĩ như Kate Bush, Annie Lennox và Lisa Stansfield đã từ chối lời đề nghị, và ông quyết định để Adams thể hiện bài hát.
Sau khi phát hành, "(Everything I Do) I Do It for You" đã nhận được những phản ứng tích cực từ các nhà phê bình âm nhạc, và gặt hái nhiều giải thưởng và đề cử lớn, bao gồm đề cử giải Quả cầu vàng và Oscar cho Bài hát gốc xuất sắc nhất cũng như chiến thắng giải thưởng Âm nhạc Mỹ cho Đĩa đơn Pop/Rock được yêu thích nhất. Ngoài ra, nó còn nhận được bốn đề cử giải Grammy ở hạng mục Thu âm của năm, Bài hát của năm, Trình diễn giọng pop nam xuất sắc nhất và Bài hát xuất sắc nhất được sáng tác cho phim điện ảnh, truyền hình hoặc phương tiện truyền thông khác tại lễ trao giải thường niên lần thứ 34, và chiến thắng giải sau cùng. Nó cũng gặt hái những thành công tương tự về mặt thương mại, đứng đầu các bảng xếp hạng ở 30 quốc gia, bao gồm đứng đầu trong mười một tuần liên tiếp ở Úc, chín tuần liên tiếp ở Canada, mười sáu tuần liên tiếp ở Vương quốc Anh - nắm giữ kỷ lục về bài hát đạt vị trí quán quân trong nhiều tuần liên tiếp nhất, và bảy tuần liên tiếp trên bảng xếp hạng Billboard Hot 100, trở thành đĩa đơn quán quân thứ hai của Adams tại Hoa Kỳ.
Video ca nhạc cho "(Everything I Do) I Do It for You" được đạo diễn bởi Julien Temple, trong đó Adams và ban nhạc trình diễn nó trong một khu rừng, xen kẽ với những hình ảnh từ Robin Hood: Prince of Thieves. Bài hát đã xuất hiện trong danh sách trình diễn của tất cả các chuyến lưu diễn của ông kể từ khi phát hành, và xuất hiện trong nhiều album tổng hợp của nam ca sĩ như So Far So Good (1993) và The Best of Me (1999). Đây được xem là bài hát trứ danh trong sự nghiệp của Adams, và được hát lại và sử dụng làm nhạc mẫu bởi hàng trăm nghệ sĩ trên thế giới, bao gồm Brandy, Clay Aiken, Kenny G và LeAnn Rimes cũng như dàn diễn viên của Glee. Tính đến nay, "(Everything I Do) I Do It for You" đã bán được hơn 15 triệu bản trên toàn cầu, trở thành một trong những đĩa đơn bán chạy nhất mọi thời đại.

## Danh sách bài hát
| Đĩa 12" tại Anh quốc và châu Âu - - A1. "(Everything I Do) I Do It for You" ― 6:37 - A2. "She's Only Happy When She's Dancing" (trực tiếp) ― 3:26 - B1. "(Everything I Do) I Do It For You" (bản đĩa đơn) ― 4:06 - B2. "Cuts Like A Knife" (trực tiếp) ― 5:16 Đĩa 7" tại Anh quốc và châu Âu - - A. "(Everything I Do) I Do It for You" ― 6:37 - A. "She's Only Happy When She's Dancing" (trực tiếp) ― 3:26 | Đĩa CD tại Anh quốc 1. "(Everything I Do) I Do It For You" (bản đĩa đơn) ― 4:12 2. "She's Only Happy When She's Dancing" (trực tiếp) ― 3:33 3. "Cuts Like A Knife" (trực tiếp) ― 5:38 4. "(Everything I Do) I Do It for You" ― 6:35 Đĩa CD tại Hoa Kỳ 1. "(Everything I Do) I Do It For You" (bản đĩa đơn) ― 4:06 2. "(Everything I Do) I Do It for You" ― 6:37 |

## Xếp hạng
| Bảng xếp hạng (1991–93)               | Vị trí cao nhất |
| ------------------------------------- | --------------- |
| Úc (ARIA)                             | 1               |
| Áo (Ö3 Austria Top 40)                | 1               |
| Bỉ (Ultratop 50 Flanders)             | 1               |
| Canada (RPM)                          | 1               |
| Canada Adult Contemporary (RPM)       | 1               |
| Châu Âu (European Hot 100 Singles)    | 1               |
| Pháp (SNEP)                           | 1               |
| Đức (Official German Charts)          | 1               |
| Ireland (IRMA)                        | 1               |
| Ý (FIMI)                              | 2               |
| Hà Lan (Dutch Top 40)                 | 1               |
| Hà Lan (Single Top 100)               | 1               |
| New Zealand (Recorded Music NZ)       | 1               |
| Na Uy (VG-lista)                      | 1               |
| Tây Ban Nha (AFYVE)                   | 1               |
| Thụy Điển (Sverigetopplistan)         | 1               |
| Thụy Sĩ (Schweizer Hitparade)         | 1               |
| Anh Quốc (OCC)                        | 1               |
| Hoa Kỳ Billboard Hot 100              | 1               |
| Hoa Kỳ Adult Contemporary (Billboard) | 1               |

| Bảng xếp hạng (1990–99)              | Vị trí |
| ------------------------------------ | ------ |
| Austria (Ö3 Austria Top 40)          | 7      |
| France (SNEP)                        | 49     |
| Netherlands (Dutch Top 40)           | 10     |
| UK Singles (Official Charts Company) | 7      |
| US Billboard Hot 100                 | 37     |

| Bảng xếp hạng (1991)                 | Vị trí |
| ------------------------------------ | ------ |
| Australia (ARIA)                     | 1      |
| Austria (Ö3 Austria Top 40)          | 2      |
| Belgium (Ultratop 50 Flanders)       | 1      |
| Canada (RPM)                         | 1      |
| Canada Adult Contemporary (RPM)      | 1      |
| Denmark (Tracklisten)                | 2      |
| Europe (European Hot 100 Singles)    | 1      |
| Germany (Official German Charts)     | 2      |
| Italy (Hit Parade)                   | 9      |
| Japan (Tokyo Hot 100)                | 8      |
| Netherlands (Dutch Top 40)           | 1      |
| Netherlands (Single Top 100)         | 1      |
| New Zealand (Recorded Music NZ)      | 1      |
| Norway Summer Period (VG-lista)      | 1      |
| Norway Autumn Period (VG-lista)      | 4      |
| Switzerland (Schweizer Hitparade)    | 3      |
| UK Singles (Official Charts Company) | 1      |
| US Billboard Hot 100                 | 1      |
| US Adult Contemporary (Billboard)    | 1      |
| Bảng xếp hạng (1992)                 | Vị trí |
| Germany (Official German Charts)     | 69     |

| Bảng xếp hạng                        | Vị trí |
| ------------------------------------ | ------ |
| UK Singles (Official Charts Company) | 14     |
| US Billboard Hot 100                 | 19     |

## Chứng nhận
| Quốc gia                                                                           | Chứng nhận  | Số đơn vị/doanh số chứng nhận |
| ---------------------------------------------------------------------------------- | ----------- | ----------------------------- |
| Úc (ARIA)                                                                          | 2× Bạch kim | 140.000^                      |
| Áo (IFPI Áo)                                                                       | Bạch kim    | 50.000*                       |
| Canada (Music Canada)                                                              | 2× Bạch kim | 200,000^                      |
| Pháp (SNEP)                                                                        | Vàng        | 508,000                       |
| Đức (BVMI)                                                                         | Bạch kim    | 0^                            |
| New Zealand (RMNZ)                                                                 | Bạch kim    | 15,000*                       |
| Thụy Điển (GLF)                                                                    | Bạch kim    | 50.000^                       |
| Anh Quốc (BPI)                                                                     | 3× Bạch kim | 1,840,000                     |
| Hoa Kỳ (RIAA)                                                                      | 3× Bạch kim | 4,100,000                     |
| * Chứng nhận dựa theo doanh số tiêu thụ. ^ Chứng nhận dựa theo doanh số nhập hàng. |             |                               |